# Birgitta Jönsson
Kristina Birgitta Jönsson, nach Heirat Birgitta Breed (* 1. Dezember 1961 in Avesta), ist eine ehemalige schwedische Schwimmerin.

## Sportliche Karriere
Die 1,73 Meter große Birgitta Jönsson schwamm für Avesta Simsällskap.
Bei den Weltmeisterschaften 1978 in West-Berlin wurde die schwedische 4-mal-100-Meter-Freistilstaffel mit Ann-Sofi Roos, Carina Ljungdahl, Lena Ekblom und Birgitta Jönsson Siebte. Die 4-mal-100-Meter-Lagenstaffel mit Tina Gustafsson, Eva-Marie Håkansson, Agneta Mårtensson und Birgitta Jönsson erreichte ebenfalls den siebten Platz. Jönsson startete auch über 100 und 200 Meter Freistil. Über 100 Meter Freistil wurde sie ebenfalls Siebte. Über 200 Meter Freistil verpasste sie als Neunte der Vorläufe knapp den Finaleinzug.
Zum Abschluss der Schwimmwettbewerbe bei den Olympischen Spielen 1980 in Moskau erreichten Carina Ljungdahl, Birgitta Jönsson, Helena Peterson und Tina Gustafsson das Finale in der 4-mal-100-Meter-Freistilstaffel mit der drittschnellsten Zeit. Im Endlauf waren Ljungdahl, Gustafsson, Agneta Mårtensson und Agneta Eriksson über drei Sekunden schneller als die Vorlaufstaffel. Über sechs Sekunden hinter der DDR-Staffel aber eine halbe Sekunde vor den Niederländerinnen erschwammen die Schwedinnen den zweiten Platz. Nach den bis 1980 gültigen Regeln erhielten nur die im Finale eingesetzten Schwimmerinnen auch eine Medaille.